# Chindits
La penetrazione a lungo raggio è l'azione di un reparto di forze speciali in grado di rimanere e spostarsi per lunghi tratti oltre le linee nemiche a grande distanza dalle proprie forze amiche, e in tal senso si contrappone al concetto di pattuglia da ricognizione a lungo raggio (un piccolo nucleo — da quattro a sei incursori — impegnato in missioni puramente esplorative e altamente rischiose in territorio ostile). Per la dottrina militare più recente, vedi ricognizione speciale.

Rappresentazione grafica di un Chinthé.

I Chindits (ufficialmente 3rd Indian Infantry Division) furono un'unità di forze speciali del British Indian Army delle forze armate britanniche nell'India britannica. Fu attiva in Birmania e India nel 1943-1944 durante la campagna della Birmania nel corso della seconda guerra mondiale. Furono costituiti per porre in pratica la tattica di guerriglia e di penetrazione a lungo raggio innovativamente sviluppata da Orde Charles Wingate. I Chindits erano addestrati a operare dietro le linee giapponesi e le loro operazioni erano contraddistinte da prolungate marce attraverso terreni estremamente difficili, eseguite da truppe nutrite in modo inadeguato, indebolite da malattie quali la malaria e la dissenteria.
La valutazione tecnica della forza è sempre stata controversa, sia per l'elevatissimo tasso di perdite umane, sia per la controversa efficacia militare dei risultati da essa conseguiti.

## Storia

### Esordi
I Chindits furono inventati dal brigadier generale britannico Orde Charles Wingate, che a quel tempo dipendeva dal generale Archibald Wavell, comandante in capo dell'India Command. Il nome fu suggerito dal capitano Aung Thin (DSO) dell'esercito birmano. Chindit è una storpiatura del birmano Chinthé o Chinthay, animale mitologico le cui statue erano poste a guardia dei templi buddhisti.
Nella campagna dell'Africa Orientale Italiana del 1940–41, Wingate aveva iniziato a esplorare le idee che successivamente avrebbe usato con i Chindits, quando creò e comandò un gruppo misto di unità regolari sudanesi ed etiopi assieme a partigiani abissini. Conosciuti con il nome di Gideon Force, questi combattenti disturbarono le linee logistiche italiane e fornirono informazioni tattiche alle forze britanniche. Come comandante in capo del Middle East Command nel 1940, Wavell aveva autorizzato la Gideon Force per ragioni politiche, dato che a suo giudizio l'idea di Wingate era militarmente troppo poco ortodossa.
Dopo lo scioglimento della Gideon Force, Wavell chiese a Wingate di operare in Birmania nel 1942, dove era previsto che lui creasse delle forze irregolari che agissero dietro le linee giapponesi, analogamente allo stile tattico della Gideon Force. Wingate arrivò in Birmania nel 1942, appena due mesi prima del collasso finale degli Alleati e della conquista giapponese della Birmania. Piuttosto che organizzare gli irregolari, Wingate trascorse del tempo girando il paese e sviluppando sul piano dottrinale la sua teoria di penetrazione a lungo raggio. Nelle battute finali della ritirata britannica dalla Birmania, Wingate si procurò un volo speciale per l'India, mentre il resto dell'esercito si allontanava marciando. Giunto a Delhi, espose le sue proposte a Wavell.

### Organizzazione e addestramento

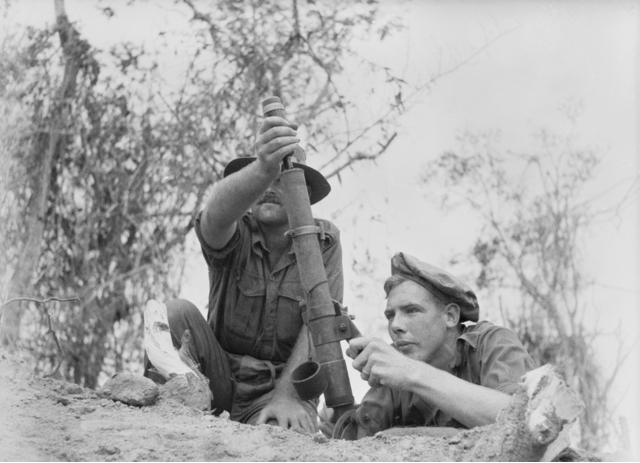
Fanti australiani impiegano un mortaio da 2 pollici in Nuova Guinea nel 1945

La 77ma Brigata di fanteria, detta anche "i Chindits", fu formata gradualmente nei pressi di Jhansi durante l'estate 1942. Wingate assunse l'incarico di addestrare le truppe nelle giungle dell'India centrale durante la stagione delle piogge. Metà dei Chindits erano britannici: il 13º Battaglione, dal King's Liverpool Regiment (sulla carta un battaglione di seconda linea che annoverava parecchi uomini non giovanissimi) ed elementi già appartenuti alla Bush Warfare School ("Scuola di guerra forestale") in Birmania che si erano formati nella 142ª Compagnia commando. L'altra parte della forza era costituita dal 3º Battaglione del 2nd Gurkha Rifles (un battaglione che era appena stato creato) e dal 2º Battaglione dei [[Burma Rifles}}]] (un'unità composita formata partendo da battaglioni decimati di truppe birmane che si erano ritirati in India nel 1942).
Wingate addestrò questa forza come unità di penetrazione a lungo raggio che doveva essere rifornita da provviste paracadutate o lanciate da aerei da trasporto, e avrebbe utilizzato il supporto aereo ravvicinato come sostituto dell'artiglieria. Avrebbero percorso la giungla a piedi, facendo assegnamento essenzialmente sulla sorpresa attraverso la mobilità per attaccare le linee di comunicazione nemiche (una tattica che i giapponesi avevano lungamente usato con grande efficacia a Singapore e in Birmania nel 1942 contro le forze britanniche).
Le classiche strutture di brigata e battaglione furono abbandonate. La forza fu invece formata su otto colonne, ciascuna delle quali organizzate come segue: una compagnia fucilieri di fanteria (con nove mitragliatrici Bren e tre mortai leggeri da 2 pollici (51 mm)); un gruppo supporto con le armi pesanti (quattro fucili anticarro Boys, due mitragliatrici medie Vickers e due pezzi antiaerei leggeri); un plotone ricognizione dai Burma Rifle's e un gruppo sabotaggio dalla 142 Commando Company. Al comando della colonna erano aggregati piccoli distaccamenti della Royal Air Force (RAF) (muniti di ricetrasmittenti per richiedere il supporto aerotattico), Royal Corps of Signals e Royal Army Medical Corps. Armi pesanti, radio, munizioni di riserva e altre provviste erano trasportate dai muli, i quali rappresentavano anche una fonte alimentare d'emergenza, una volta che i loro carichi fossero esauriti. Compresi i 57 conduttori di muli, ogni colonna britannica contava 306 uomini (le colonne gurkha erano un po' più numerose, con 369 uomini).
Ogni uomo portava più di 33 kg di equipaggiamento che in proporzione era più di quanto trasportavano i muli con le scorte e le armi pesanti. Il carico dei soldati comprendeva un'arma personale come il Lee-Enfield Rifle No.4 o il mitra Thompson, munizioni, bombe a mano, un machete o un kukri (tradizionale coltello gurkha), razioni per sette giorni, un telo tenda, un'uniforme di ricambio e altri oggetti assortiti. Buona parte di questo carico era trasportato in un Everest carrier, che era essenzialmente un telaio metallico da zaino, ma senza lo zaino vero e proprio.
Poco dopo la prima operazione, una colonna venne smembrata per riportare le rimanenti sette al pieno organico. Due o più colonne erano comandate da un comando di gruppo, che a sua volta dipendeva dal comando brigata.

### OperazioneLongcloth

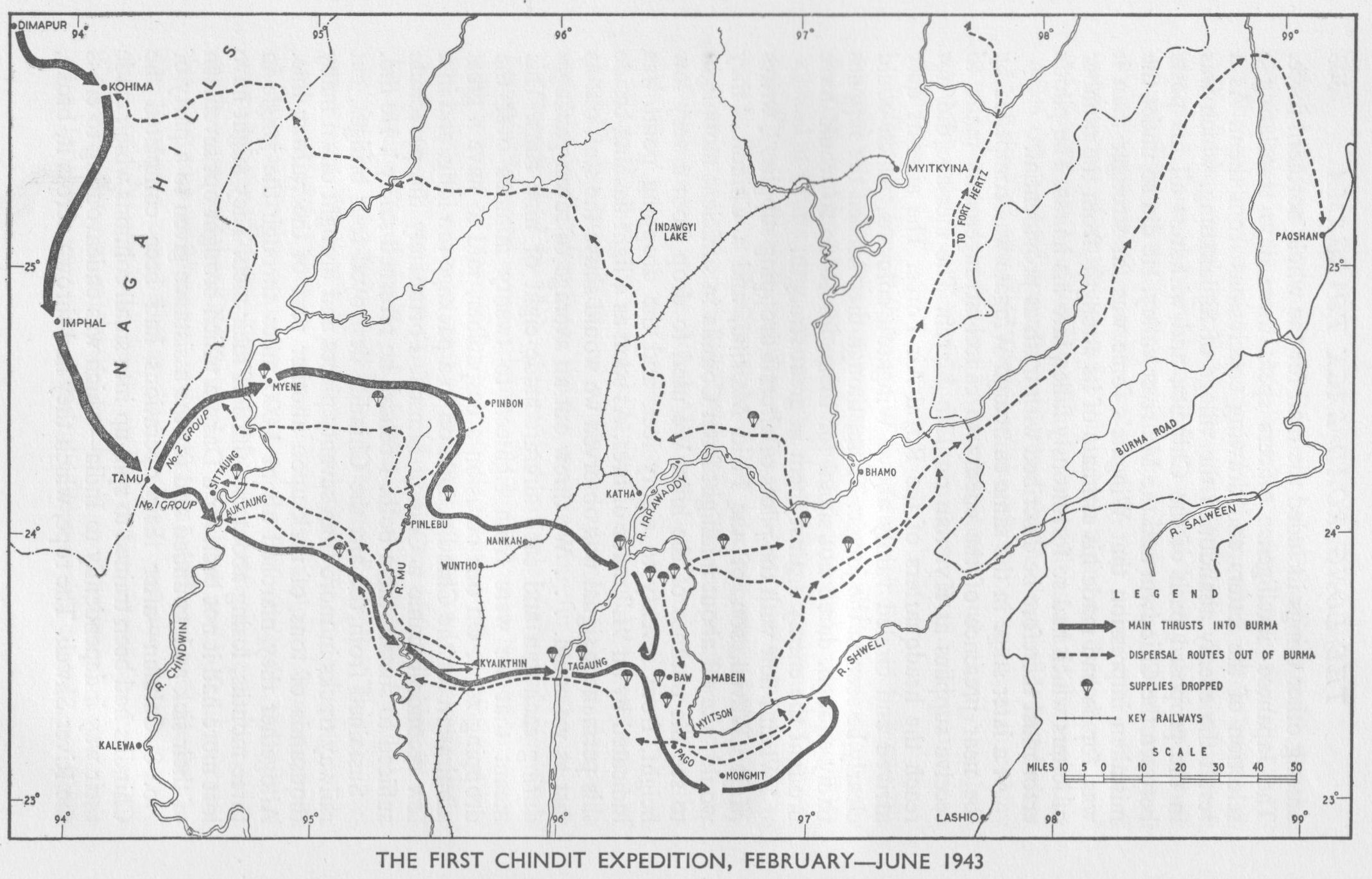
Cartografia dell'operazione Longcloth

L'8 febbraio 1943, nell'Operazione Longcloth, Wingate con 3 000 chindits iniziò la marcia in Birmania. In origine l'intento era utilizzare i chindits nel contesto di una più vasta offensiva, ma poi si cambiò programma. Wingate convinse il generale Wavell a inviare i chindits in Birmania malgrado l'annullamento dell'offensiva principale.
I chindits attraversarono il Chindwin il 13 febbraio e fronteggiarono le truppe giapponesi per la prima volta due giorni dopo. Due colonne marciarono a sud e ricevettero i rifornimenti aerei alla luce del sole per creare l'impressione che fossero la parte di maggior rilievo dell'attacco. Avevano anche un figurante che simulava la presenza di un generale britannico tra le loro file. La RAF effettuò attacchi aerei contro obiettivi giapponesi per favorire lo stratagemma. Queste colonne avevano il piano di deviare a est all'inizio di marzo e attaccare la principale direttrice nord-sud nelle aree a sud del grosso del nemico. Una colonna eseguì con successo demolizioni lungo la ferrovia, ma l'altra colonna cadde in un'imboscata. Metà di quest'ultima colonna ripiegò in India.

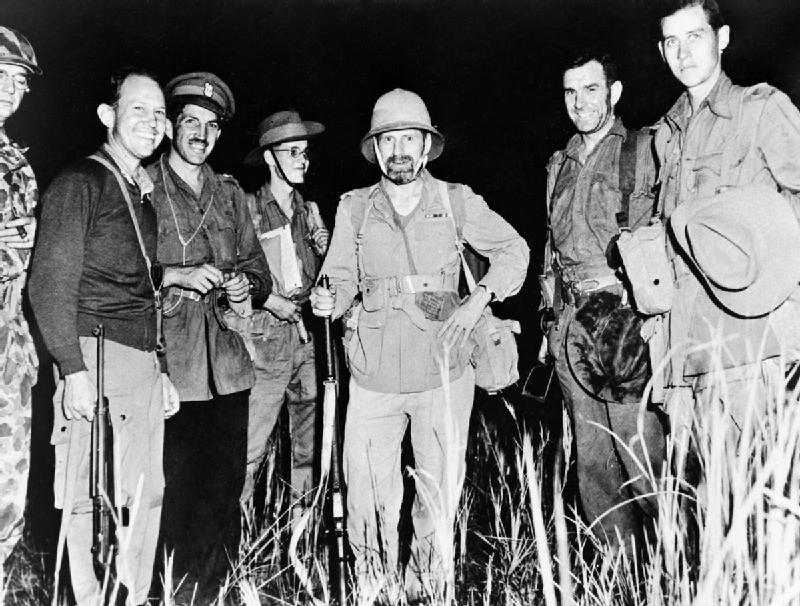
Calvert (terzo da sinistra) con Wingate (al centro) e altri chindits in Birmania nel 1944. Si noti che il secondo da sinistra brandisce una Baby Garand, formalmente non d'ordinanza (in realtà è il colonnello J. R. Alison, USAAF, delle unità di supporto, e questo spiega il suo esotico armamento).

Altre cinque colonne avanzarono a est. Due, quelle di Michael Calvert e Bernard Fergusson, procedevano verso la principale linea ferroviaria nord-sud della Birmania. Il 4 marzo la colonna di Calvert raggiunse la valle e demolì la ferrovia in 70 punti. Fergusson arrivò due giorni più tardi per fare lo stesso. Malgrado questi successi, la linea fu solo momentaneamente fuori uso, e riprese a funzionare ben presto.
In molte occasioni i chindits non poterono portare al seguito i propri feriti; alcuni furono lasciati nei villaggi. In effetti Wingate aveva impartito ordini espressi di lasciare indietro tutti i feriti, ma tali disposizioni non furono osservate in modo rigoroso. Poiché i loro percorsi nella giungla non corrispondevano a sentieri segnati, molte volte i chindits dovettero aprirsi la strada con i machete e i kukri (e in un caso, con un elefante requisito). Un solo squadrone RAF di sei aerei provvedeva a rifornirli dal cielo.
Una volta in Birmania, Wingate cambiò ripetutamente i suoi piani, a volte senza avvisare tutti i comandanti di colonna. Il grosso di due delle colonne si ritirò in India dopo aver subito imboscate giapponesi in occasioni diverse. Dopo gli attacchi alla ferrovia, decise di far attraversare alla sua forza l'Irrawaddy. Però, l'area sull'altro lato del fiume si rivelò inadatta alle operazioni. L'acqua (potabile) era difficile da ottenere e la combinazione di fiumi con un buon sistema viario nella zona permise ai giapponesi di costringere i chindits in una "scatola" sempre più piccola.
A fine marzo, Wingate decise di ritirare gran parte della forza, ma inviò a una colonna ordini per farla proseguire verso est. Le operazioni avevano raggiunto il limite del raggio d'azione concesso dai rifornimenti aerei, e le probabilità di successo con nuove operazioni erano basse, data la pressione giapponese. Alle colonne era generalmente concesso di ripiegare in India. Nel viaggio di ritorno, una delle maggiori difficoltà era il riattraversamento dell'Irrawaddy. I giapponesi tenevano osservatori e pattuglie su tutta la lunghezza delle rive, e potevano far convergere rapidamente forze consistenti nel momento in cui veniva scoperto un tentativo di attraversamento. Gradualmente, tutte le colonne si sparpagliarono in piccoli gruppi. Lo stato maggiore di Wingate tornò in India per conto proprio, seguito da buona parte delle colonne. In tutta la primavera e fino all'autunno del 1943 gruppetti di chindits superstiti trovarono scampo in India. L'esercito fece per loro ciò che poteva. In un caso, fu fatto atterrare un aereo in un'area aperta, e i feriti vennero in tal modo evacuati. Parte di una colonna si mise in salvo in Cina. Un'altra frazione fuggì all'estremo nord della Birmania. Altri furono catturati o morirono.
Per la fine di aprile, dopo tre mesi di missione, la maggior parte dei chindits sopravvissuti aveva attraversato il Chindwin, avendo percorso a piedi tra i 1 000 e i 1 500 km. Dei 3 000 uomini che avevano intrapreso l'operazione, un terzo (818 uomini) erano stati uccisi, catturati o erano morti di malattia, e dei 2 182 uomini che fecero ritorno, circa 600 erano troppo debilitati da ferite o malattie per riprendere servizio attivo. Dei restanti, Wingate scelse praticamente a uno a uno i pochi che avrebbe conservato, mentre il resto fu rimandato alla normale struttura di comando e reintegrato nei battaglioni di provenienza.

### Interludio

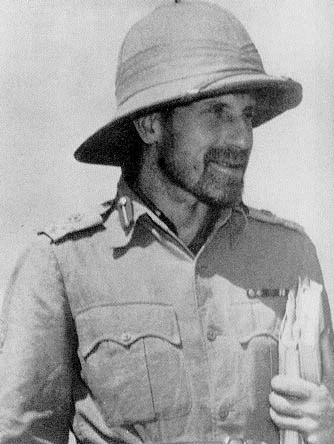
Il brigadier generale Orde Wingate

Sebbene i vertici militari britannici in India criticassero l'efficacia dei chindits (le comunicazioni ferroviarie erano rimaste fuori servizio per meno di una settimana), il loro effetto sul morale degli Alleati in India fu rigenerante, ed ebbero notevole rinomanza.
Tornando in India Wingate redasse una relazione di servizio controversa sotto molti profili, tra cui gli attacchi rivolti ai suoi ufficiali subalterni. Il rapporto tendeva a giustificare ogni errore commesso dal suo estensore, laddove esprimeva sugli altri ufficiali critiche ingenerose e spesso fondate su informazioni incomplete. Dopo un certo tempo, grazie agli appoggi politici di Wingate a Londra, una copia del rapporto in questione giunse a Winston Churchill, che ne rimase impressionato al punto da farsi accompagnare da Wingate alla Prima Conferenza del Québec. I suoi concetti di operazioni di penetrazione a lungo raggio dietro le linee nipponiche ottennero un appoggio ufficiale di alto livello, e gli valsero pertanto un concreto supporto americano per la sua forza. Lo US Army iniziò anche a progettare il gruppo che poi si sarebbe chiamato Merrill's Marauders.
Mentre i membri della prima spedizione stavano rientrando in India, era in fase di allestimento una seconda brigata di penetrazione a lungo raggio, la 111th Indian Infantry Brigade ("111ª brigata indiana di fanteria"). Conosciuta popolarmente come i leopardi, la brigata fu creata da Wavell all'insaputa di Wingate, che si trovava ancora in Birmania e notoriamente disistimava l'esercito indiano, le sue composite formazioni di truppe, e in particolare gli ufficiali britannici che ne facevano parte. Wavell scelse personalmente il comandante della 111th Brigade, brigadier generale Joe Lentaigne.
Wavell intendeva usare due brigate chindit alternatamente durante il 1944. Mentre una brigata avrebbe operato dietro le linee giapponesi per due o tre mesi alla volta, l'altra sarebbe stata a riposo in India, e avrebbe impiegato tale tempo per addestrarsi e pianificare l'operazione successiva. Però Wingate tornò dal Québec con l'investitura necessaria ad alimentare piani assai più ambiziosi per la seconda spedizione, il che imponeva che l'organico fosse grandemente espanso fino a impegnare sei brigate. Wingate si ostinava a non usare formazioni dell'esercito indiano in questa forza, perché riteneva che il loro addestramento nelle tecniche di penetrazione a lungo raggio avrebbe richiesto più tempo e il loro sostentamento per via aerea sarebbe stato difficoltoso a causa delle variegate esigenze alimentari connesse alle differenze religiose e di casta indiane e gurkha, benché in pratica non avesse molte alternative se non accettare la 111th Brigade, e due battaglioni gurkha nella 77ª brigata. Poiché serviva una gran quantità di fanti britannici addestrati, furono aggregate ai chindits tre brigate (14th, 16th, 23rd) ottenute smembrando l'esperta British 70th Infantry Division, in gran parte disattendendo le preferenze del tenente generale William Slim e altri comandanti, che volevano usare quella divisione in un ruolo convenzionale. Una sesta brigata si aggiunse alla forza, ed era stata prelevata dalla British 81st (West Africa) Division.
Nel Québec, Wingate era anche riuscito a ottenere una forza aerea "privata" per i chindits, il 1st Air Commando Group, per lo più consistente di aerei USAAF. Per i chindits era motivo di grande conforto poter disporre di aerei che sarebbero intervenuti subito per lanci di provviste, evacuazione di caduti e supporto ravvicinato. Un altro provvidenziale aiuto americano fu la razione K, che sebbene fornisse calorie insufficienti per operazioni attive prolungate, era di gran lunga superiore all'equivalente pacchetto britannico.

### Seconda operazione
Le forze per la seconda operazione chindit furono chiamate Special Force, ufficialmente 3rd Indian Infantry Division, o Long Range Penetration Groups, ma il nomignolo, i Chindits, ormai era una sorta di loro marchio di fabbrica.
La nuova forza chindit cominciò ad addestrarsi a Gwalior. Gli uomini si prepararono nell'attraversare fiumi, praticare demolizioni e bivacchi. Calvert e Fergusson, entrambi appena promossi brigadier generali, assunsero il comando di due delle brigate, e furono preposti a gran parte dei programmi addestrativi, e allo sviluppo della pianificazione tattica. Wingate però fu assente per buona parte del periodo di addestramento, prima perché era all'estero per seguire la Conferenza del Québec, e in seguito perché aveva contratto la febbre tifoide bevendo acqua contaminata in Nord Africa al ritorno.

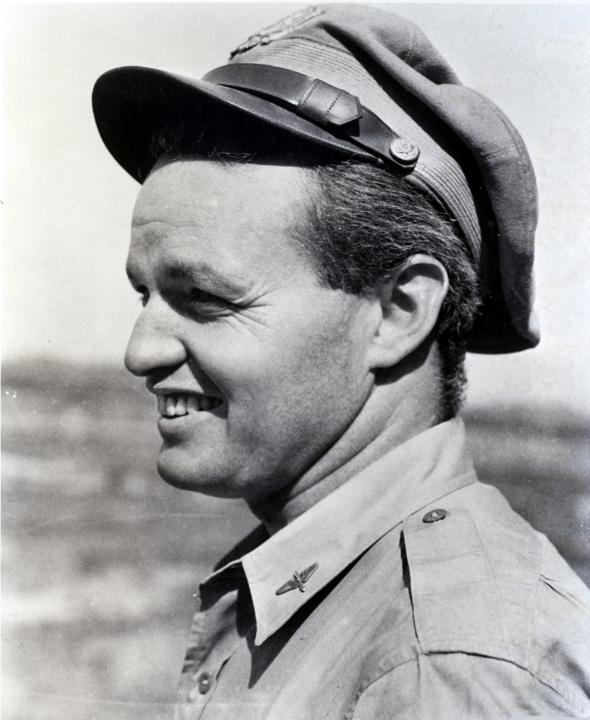
Il colonnello Cochran nel 1944

I piani della seconda operazione chindit furono riveduti più volte. I metodi della nuova forza Long Range Penetration ("Penetrazione a lungo raggio") nel 1944 erano diversi da quelli del 1943. Wingate si era orientato a una strategia prevedente la creazione dietro le linee giapponesi di basi fortificate, da cui far sortire colonne per scorrerie su brevi distanze. Questo ripensamento gli era stato in parte imposto dall'intensificata attività nipponica di pattugliamento lungo la frontiera birmana, che rendeva improbabile l'efficace infiltrazione ottenuta l'anno prima. Con una fantasiosa mossa suggerita dall'assicurazione del colonnello Philip Cochran che quest'ultimo avrebbe potuto trasportare uomini e provviste per mezzo di alianti, Wingate ottenne che il grosso della sua forza penetrasse in Birmania dal cielo, accelerando grandemente la capacità di detta forza di raggiungere gli obiettivi assegnati. Unità d'avanguardia dovevano atterrare con gli alianti in determinati campi aperti in Birmania, e prepararli per gli sbarchi sui vasta scala per mezzo di aerei da trasporto. Il generoso supporto aereo fornito dai colonnelli Cochran e Alison del 1st Air Commando Group si dimostrò decisivo per il successo dell'operazione.
Wingate aveva anche progettato una sollevazione generale dei Jingpo nella Birmania settentrionale. Sostenne aspre vertenze con i vertici di Force 136 (un'organizzazione costituita per cooperare con la resistenza nei paesi occupati dai giapponesi), che temevano che una rivolta prematura dei Jingpo senza una presenza militare britannica si sarebbe risolta in un'inutile strage della popolazione. Force 136 aveva a sua volta dei piani per un'insurrezione che doveva coordinarsi con l'arrivo dell'esercito regolare in Birmania. Wingate si convinse alla fine a ridimensionare i suoi progetti. Un altro motivo di attrito tra le due organizzazioni fu dato dagli ordini che Wingate impartì al comandante della Dah Force (una forza a guida britannica di Jingpo irregolari aggregati ai chindits) nel senso di non coordinare le operazioni con Force 136 per ragioni di sicurezza.
Negli ultimi mesi del 1943, si fecero delle pianificazioni per sviluppare la strategia in India come determinato in origine alla Conferenza del Québec. In novembre il piano generale per la campagna della stagione asciutta del 1944 decisa dal South East Asia Command si concentrò sull'impiego dei chindits nella riconquista della Birmania settentrionale. Questi piani furono approvati dal Combined Chiefs of Staff alla Conferenza del Cairo e benché altre offensive in Birmania fossero ridimensionate o annullate del tutto, l'offensiva del fronte settentrionale di Stilwell con la partecipazione dei chindits sopravvisse ai tagli. Il quadro d'incertezza nella pianificazione comportò tuttavia che i piani ordinari e di emergenza per l'impiego dei chindits cambiarono continuamente fino al momento prima dell'inizio operazioni.
Ai chindits fu assegnato l'incarico di aiutare le forze di Joseph Stilwell nell'aprire la Strada di Ledo attraverso la Birmania del Nord per collegarsi con la Strada della Birmania e ristabilire una via di rifornimento terrestre verso la Cina, ponendo in essere un'operazione di penetrazione a lungo raggio dietro ai giapponesi che contrastavano le forze di Stilwell sul fronte settentrionale. In origine l'idea era che il IV Corpo attaccasse sul fronte centrale e attraversasse il Chindwin per bloccare le forze giapponesi che altrimenti sarebbero potute intervenire per assistere i propri reparti sul fronte nord. Quando i giapponesi lanciarono a loro volta l'attacco sul fronte centrale, questa avanzata non raggiunse i propri obiettivi, ma in ogni caso significò che la gran parte delle forze giapponesi era impegnata sul fronte centrale e quindi non poteva giovare a rinforzare la 18ª divisione giapponese sul fronte settentrionale. L'offensiva giapponese sul fronte centrale ebbe l'effetto di confermare e migliorare i piani per l'utilizzo dei chindits.
Il 4 febbraio 1944, il tenente generale Slim, comandante del British Fourteenth Army, e il generale USAAF George E. Stratemeyer, comandante dell'Eastern Air Command, emanarono congiuntamente una direttiva al generale Wingate e ai colonnelli Cochran e Alison del 1st Air Commando Group, di marciare e rispettivamente volare in Indaw e da lì sotto il comando del Fourteenth Army perseguire gli obiettivi di:
(i) Appoggiare l'avanzata della "forza Ledo" di Stilwell su Myitkyina tagliando le comunicazioni della 18ª divisione giapponese, tormentandone la retroguardia, e impedendo che ottenesse rinforzi.
(ii) Creare una situazione favorevole perché le forze cinesi dello Yunnan attraversassero il Salween ed entrassero in Birmania.
(iii) Generare nel nemico nella Birmania Nord quanto più danno e confusione possibile.

### OperazioneThursday

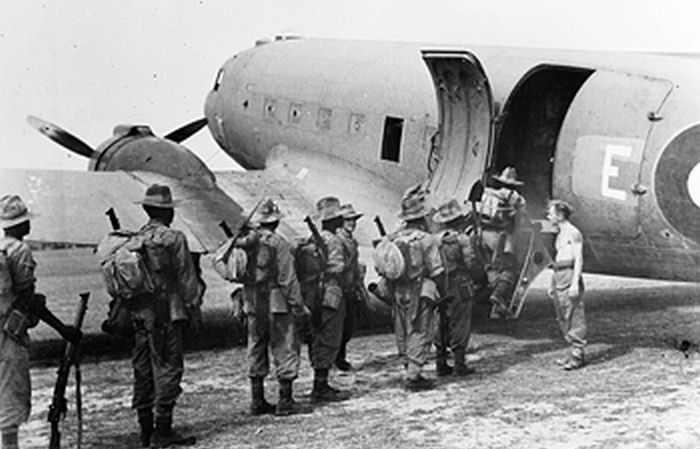
Operazione Thursday, marzo 1944. Truppe del Nigeria Regiment, 3rd West African Brigade (Thunder), si imbarcano su un Dakota della RAF.

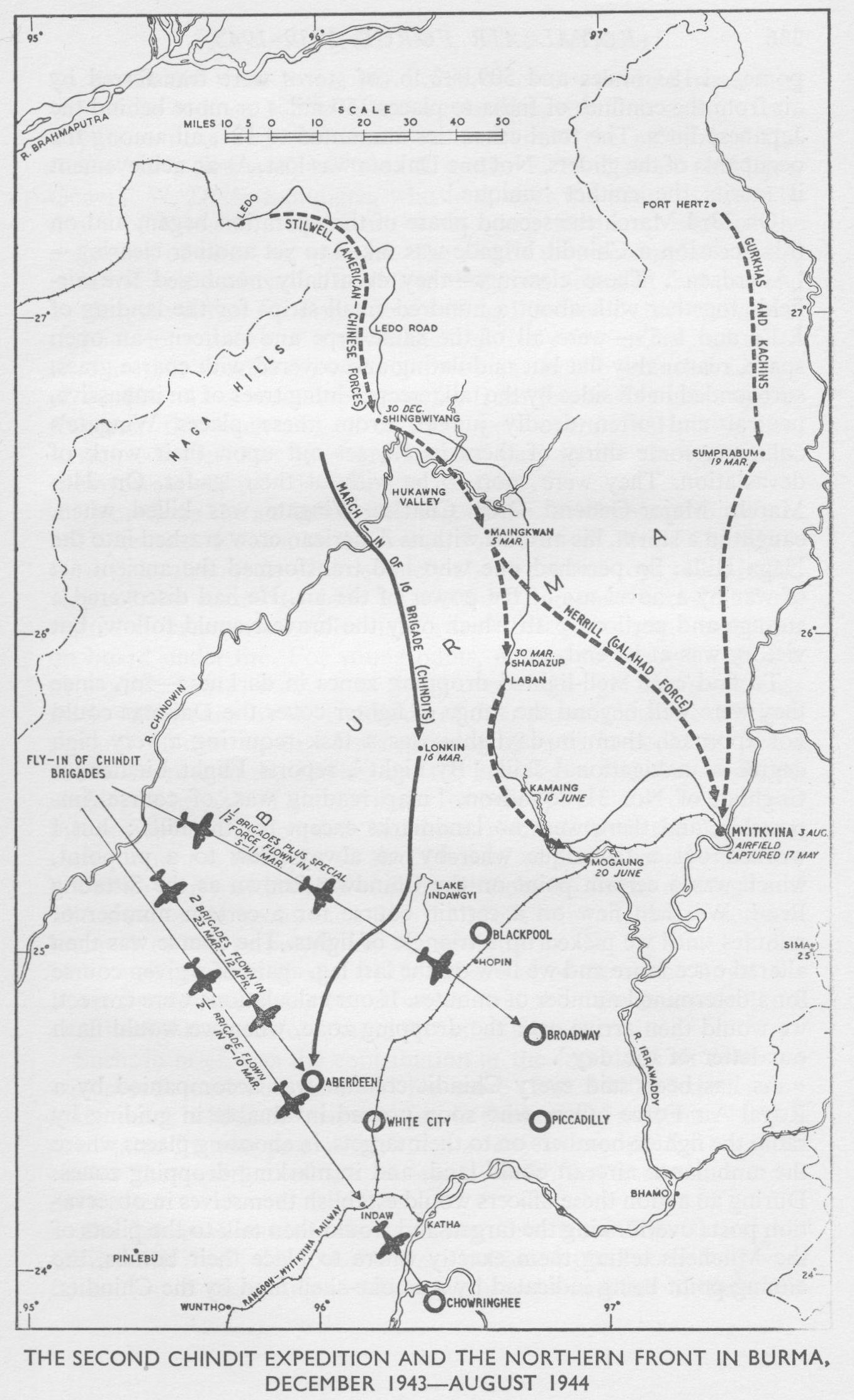
Operazione Thursday, cartografia

Il 5 febbraio 1944, la 16th Brigade di Fergusson lasciò Ledo diretta in Birmania. Per evitare le forze giapponesi dovette attraversare un terreno di eccezionale difficoltà. Le rimanenti brigate furono aviotrasportate con la missione di creare basi fortificate e munite di piste di atterraggio.
Furono individuate tre aree di atterraggio cui rispettivamente venne dato il nome in codice: Piccadilly, Broadway e Chowringhee. La 77th Brigade di Calvert si preparò a volare con alianti Hadrian su Piccadilly la notte del 5 marzo. Una ricognizione aerea dell'ultimo minuto rivelò che Piccadilly era coperta di tronchi, il che rendeva impossibile l'atterraggio. Secondo alcuni racconti dell'incidente, Wingate insisteva che l'operazione era stata oggetto di tradimento e che nelle altre zone di atterraggio c'erano da aspettarsi imboscate. Proseguire sarebbe stato "da assassini". Slim si accollò la responsabilità di ordinare al ben disposto Calvert di procedere con l'operazione, adoperando piuttosto Broadway. Mentre Piccadilly era già stata usata per evacuare i caduti dopo la prima operazione chindit del 1943, Broadway era stata scelta secondo osservazioni di ricognizione aerea. Risultò in pratica una zona di atterraggio alquanto scadente e ciò provocò diverse perdite a causa di schianti, tuttavia gli uomini di Calvert riuscirono in qualche modo a creare una pista per aerei da trasporto all'indomani. Gli alianti dei chindits atterrarono anche a Chowringhee il giorno dopo, senza incontrare resistenze.

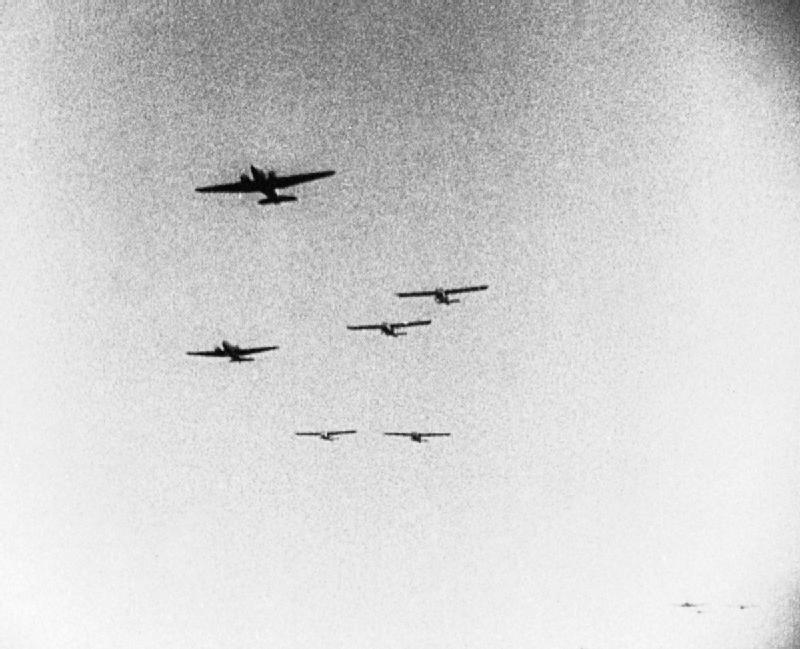
Operazione Thursday. Aerei americani trainano alianti

Fu poi svelato che i tronchi su Piccadilly erano stati messi a essiccare in quel sito da raccoglitori birmani di teak. Il vero problema era la carenza di un'osservazione continua delle zone di atterraggio (per esempio con l'aerofotogrammetria a cura degli Spitfire) prima del dispiegamento delle forze sul terreno.
Nel corso della settimana seguente, 600 missioni degli aerei da trasporto Dakota trasferirono 9 000 uomini alle zone di atterraggio. Chowringhee fu abbandonata subito dopo lo sbarco, ma Broadway venne mantenuta con una guarnigione comprendente artiglieria campale, armi antiaeree e perfino dei caccia Spitfire per un breve periodo. La brigata di Fergusson allestì un'altra base denominata Aberdeen a nord di Indaw, nella quale fu fatta sbarcare la 14th Brigade. La brigata di Calvert ne creò un'altra ancora, chiamata White City a Mawlu, a cavallo dei principali collegamenti stradali e ferroviari verso il fronte settentrionale giapponese. La 111ª brigata preparò imboscate e blocchi stradali a sud di Indaw (benché parte della brigata, atterrata a Chowringhee, avesse subito ritardo per l'attraversamento dell'Irrawaddy), prima di spostarsi a ovest a Pinlebu.
Seguirono feroci combattimenti nella giungla attorno a Broadway e White City. Talvolta si trattò di scontri all'arma bianca, che opponevano baionette e kukri alle katane nipponiche. Il 27 marzo, dopo giorni di incursioni aeree, i giapponesi attaccarono Broadway diverse notti di seguito, ma alla fine vennero respinti dall'artiglieria trasportata per via aerea, e con l'appoggio di combattenti irregolari jingpo reclutati sul posto.
Tuttavia, ci fu una battuta d'arresto quando la brigata di Fergusson, il 24 marzo, tentò di prendere Indaw. Nel piano iniziale era contemplato che la città e i suoi campi di volo fossero conquistati il 15 marzo, ma Fergusson dovette riferire che ciò era impossibile. Sembrava che Wingate potesse assegnare alla brigata una missione diversa, ma il 20 marzo ribadì che l'obiettivo era Indaw. La brigata era già spossata per la lunga marcia, e non vi era il tempo per una ricognizione campale adeguata sull'obiettivo. Per gli attaccanti fu demoralizzante apprendere che i giapponesi avevano il controllo di tutte le sorgenti d'acqua. Fergusson si aspettava che la 14th Brigade avrebbe collaborato all'attacco, ma invece quel reparto si mosse a ovest. Inoltre, i rinforzi giapponesi si erano spostati dentro Indaw, che era un importante nodo stradale e ferroviario. I battaglioni di Fergusson, che attaccavano isolati, furono respinti a uno a uno. In seguito, la maggior parte dell'esausta16th Brigade venne fatta esflltrare per via aerea.

### Avvicendamento nel comando

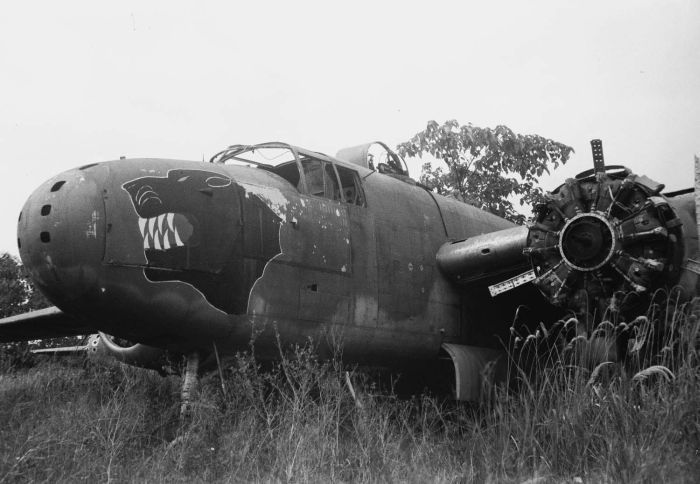
Un B-25 distrutto (foto del 25 gennaio 1949, Tropenmuseum)

Il 24 marzo Wingate volò a Imphal per conferire con i comandanti dell'aviazione. Si suppone che nel viaggio di ritorno il bombardiere USAAF B-25 su cui viaggiava sia incappato in un temporale, schiantandosi su montagne ricoperte da giungla. Non vi furono superstiti.
Slim, il comandante del British Fourteenth Army che esercitava una generica supervisione operativa sulla Special Force, designò il brigadier generale Lentaigne quale rimpiazzo di Wingate, non prima di aver consultato il brigadier generale Derek Tulloch, capo di stato maggiore di Wingate. La scelta era motivata dal fatto che Lentaigne era il più equilibrato ed esperto tra i comandanti disponibili; era stato istruttore allo Staff College di Quetta, aveva brillantemente guidato un battaglione gurkha durante l'estenuante ritirata birmana del 1942, e aveva comandato una brigata chindit sul campo (a dire il vero per poche settimane; del resto, nessun altro comandante di brigata vantava maggior esperienza). In quanto comandante di truppe gurkha, era affine a Slim per mentalità e formazione. Gli altri comandanti di brigata per Slim erano una massa indistinta, per lo più sprovvisti di qualifica di stato maggiore, alcuni non avevano mai comandato in combattimento un'unità comparabile al battaglione prima del 1944, e gli ufficiali di stato maggiore di Wingate non possedevano la necessaria esperienza di combattimento.
Slim però non sapeva del malcontento fra i chindits verso Lentaigne, giudicato estraneo alla forza creata da Wingate, del quale peraltro aveva criticato metodi e tecniche. Sotto questo profilo, sarebbe stato inviso a parecchi comandanti di brigata e quadri dei chindits. Lo stesso Wingate non lo aveva gradito, in quanto Wavell lo aveva scelto senza chiedere il parere di Wingate.
Probabilmente è giusto dire che nessuno avrebbe potuto subentrare degnamente a Wingate. Egli aveva sostenuto la sua forza al di fuori del normale comando dell'esercito valendosi di agganci politici preclusi a ogni successore. Un altro cruccio di tale epigone sarebbe stato l'eterno confronto tra le sue decisioni e "quello che avrebbe fatto Wingate", secondo l'avviso di chi sapeva perfettamente come avrebbe agito il capo defunto. Gli stessi ufficiali che si sarebbero dannati per giustificare anche la più infausta mossa di Wingate, avrebbero invece colto ogni propizia occasione per biasimarne l'erede.

### Lo spostamento a nord

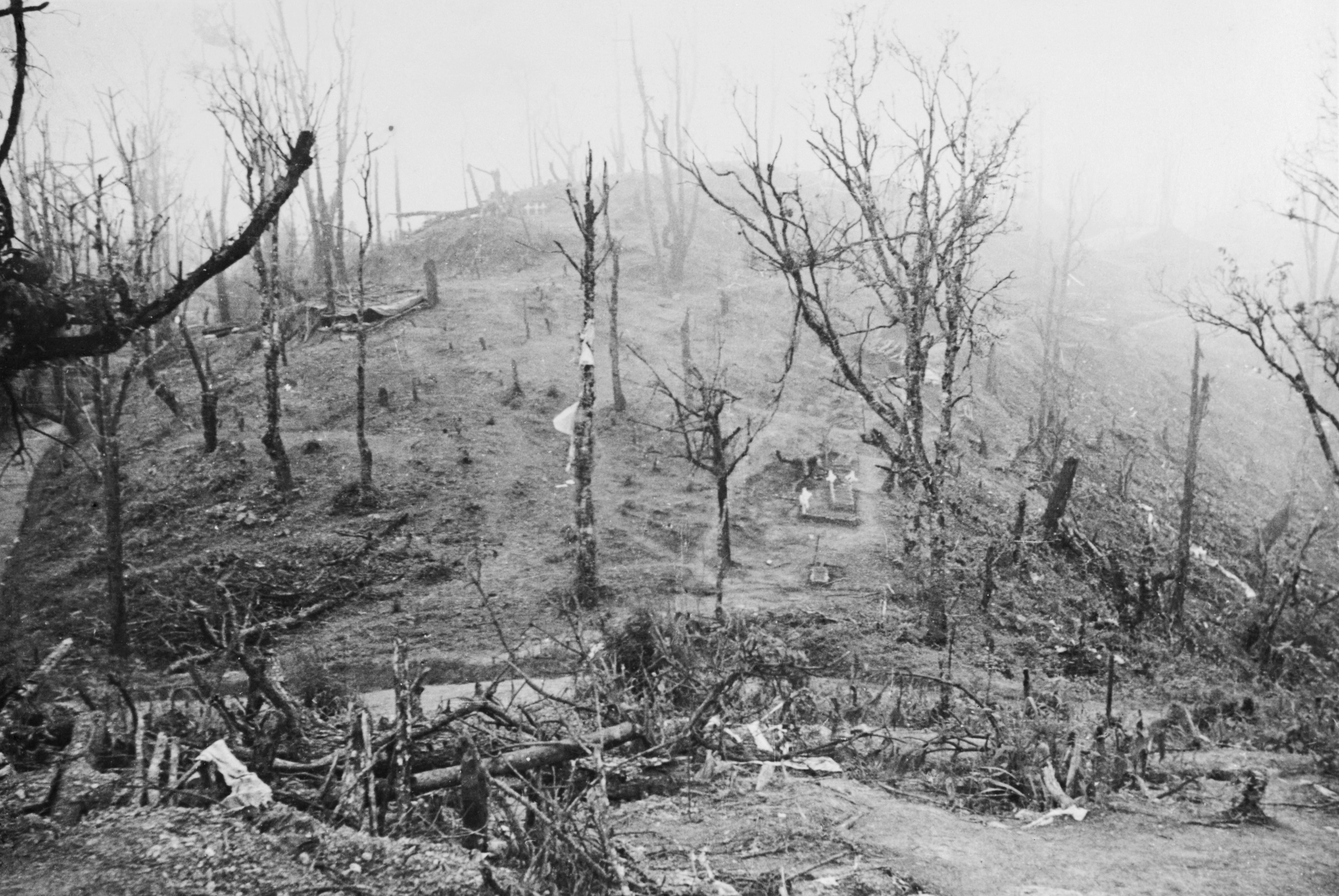
Il campo di battaglia di Kohima

Al più alto livello furono compiuti importanti cambiamenti. Gran parte del supporto aereo fu dirottata verso i critici campi da battaglia di Imphal e Kohima, dove le truppe erano isolate e potevano ricevere rifornimenti solo dal cielo. La 23rd Brigade, che ancora non era stata aviotrasportata, fu anch'essa inviata a Kohima. Quei chindits che già operavano in Birmania erano formalmente subordinati al generale Joseph Stilwell, che ordinò ai chindits di abbandonare le loro attività frammentarie attorno a Indaw, e concentrarsi sull'interdizione delle linee logistiche dei giapponesi che si contrapponevano al suo Northern Combat Area Command.
In aprile Lentaigne ordinò al corpo principale della 111 Brigade (dislocata a ovest dell'Irrawaddy, ora sotto il comando di John Masters) di spostarsi a nord e costruire un altro caposaldo fortificato, dal nome in codice Blackpool, al fine di bloccare i collegamenti stradali e ferroviari verso Hopin, 48 km a sud di Mogaung. Calvert ricevette l'ordine di abbandonare White City e Broadway e di spostarsi a nord per sostenere Masters. Calvert era contrario a ciò, visto che la sua brigata era riuscita a tenere queste fortificazioni per mesi. Stilwell temeva anche che l'abbandono di White City avrebbe permesso ai rinforzi giapponesi di spostarsi a nord. A ogni modo Lentaigne insisté sul punto che le brigate chindit erano eccessivamente distanziate per potersi dare mutuo soccorso, e che sarebbe stato difficile usare aerei a White City e Broadway durante i monsoni.
La forza di Masters si dispiegò a Blackpool l'8 maggio e fu subito coinvolta in aspri combattimenti. Mentre White City era stata costituita a notevole profondità oltre le linee nipponiche, i suoi difensori avevano avuto tempo più che sufficiente ad arroccarsi adeguatamente e gli attaccanti erano una miscellanea di elementi tratti da disparate formazioni, Blackpool era vicina al fronte nord dei giapponesi, che l'avevano prontamente attaccata con forze ingenti appoggiate da artiglieria pesante. Come paventato da Calvert e Stilwell, l'abbandono di White City permise alla 53ª divisione giapponese di muovere da Indaw verso nord. Un massiccio attacco su Blackpool fu respinto il 17 maggio, ma il 24 maggio un secondo attacco conquistò posizioni vitali nel campo dei difensori.
Poiché si era scatenato il monsone e le forti piogge rendevano difficoltoso muoversi nella giungla, né Calvert né la British 14th Infantry Brigade di Brodie poterono aiutare Masters. Alla fine, il 25 maggio Masters fu costretto a lasciare Blackpool, dato che i suoi uomini erano stremati da diciassette giorni di combattimento continuativo. Diciannove soldati alleati, troppo malconci per essere trasportati, ricevettero il colpo di grazia dagli aiutanti di sanità e furono poi nascosti dentro pesanti blocchi di bambù.

### Operazioni finali

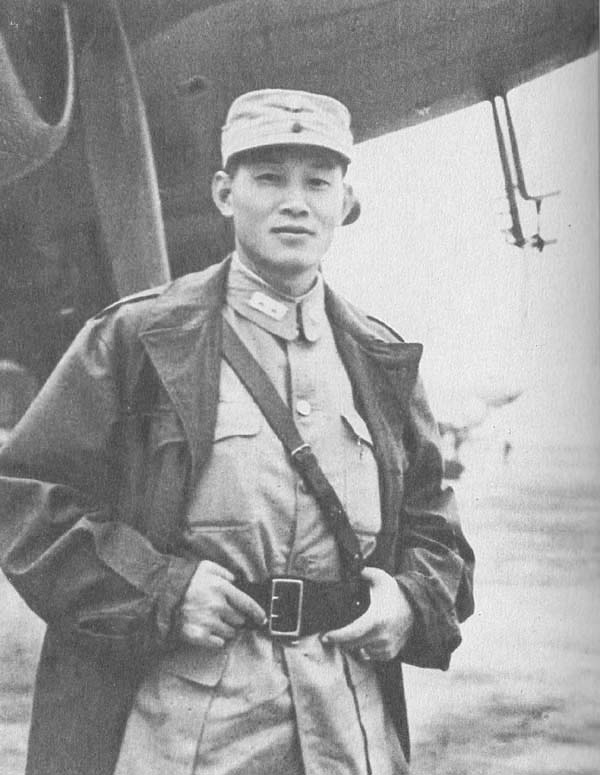
Sun Liren, comandante dell'esercito cinese in India (Force X)

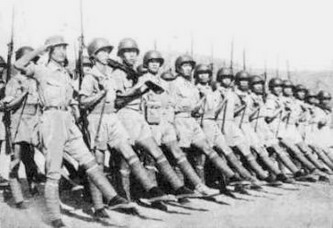
1943. Un'unità dell'esercito cinese in India (Force X) in parata con equipaggiamento americano

Il 17 maggio Slim aveva formalmente ceduto il controllo dei chindits a Stilwell. Quest'ultimo si ostinò a pretendere che i chindits conquistassero alcune posizioni giapponesi ben presidiate. I chindits non si giovavano dell'appoggio di carri armati o artiglieria, di conseguenza patirono perdite più gravi che in precedenza. Alcuni ritenevano che si trattasse di un impiego improprio per questo tipo di forze, ma altri replicavano che se i chindits non erano in grado di condurre operazioni del genere, la loro utilità pratica era ampiamente discutibile. A ogni modo, considerata l'insensibilità per il tasso di mortalità che Wingate dimostrò nella prima operazione chindit, è difficile arguire che le perdite conseguenti a queste battaglie mal si accordassero ai suoi metodi.
Nel periodo tra il 6 e il 27 giugno, la 77th Brigade di Calvert prese Mogaung, accusando 800 perdite (ovvero il 50% del personale coinvolto nell'operazione). Temendo che gli venisse ordinato di unirsi all'assedio di Myitkyina, Calvert lasciò Mogaung alla Force X, spense le radio e si ritirò a Kamaing, dove c'era il comando principale di Stilwell. C'era il rischio di una corte marziale finché Stilwell e Calvert non s'incontrarono in persona e invece alla fine Stilwell apprezzò le modalità in cui avevano operato i chindits.
La 111 Brigade, dopo un periodo di riposo, ebbe l'ordine di conquistare una collina denominata Point 2171. L'ordine fu eseguito, ma gli uomini della brigata erano arrivati allo stremo. La gran parte di loro soffriva di malaria, dissenteria e malnutrizione. L'8 luglio, su insistenza del comandante supremo, ammiraglio Louis Mountbatten, un dottore esaminò i componenti della brigata. Dei 2 200 uomini presenti in quattro battaglioni e mezzo, solo 119 furono dichiarati idonei. La brigata fu evacuata, anche se Masters tenne sul campo fino al 1º agosto gli uomini idonei, sarcasticamente chiamati 111 Company (con riferimento al fatto che la brigata era scesa alle dimensioni di una mera compagnia).
La parte di 111 Brigade rimasta a est dell'Irrawaddy era conosciuta come Morris Force, dal nome del suo comandante, tenente colonnello "Jumbo" Morris. I suoi uomini per mesi avevano costituito una minaccia per i traffici giapponesi da Bhamo a Myitkyina. In quel momento avevano tentato di completare l'accerchiamento di Myitkyina. Stilwell era indispettito per l'insuccesso, ma Slim rilevò che anche le truppe cinesi di Stilwell (che schieravano 5 500 effettivi) avevano mancato lo stesso obiettivo. Al 14 luglio, la Morris Force si era ridotta a tre plotoni. Una settimana dopo, contava solo su 25 uomini ancora abili al servizio. La Morris Force fu evacuata più o meno contemporaneamente alla 77th Brigade.
La 14th Brigade e la 3rd West African Brigade rimasero in campo, in appoggio alla nuova arrivata 36th Infantry Division che avanzava nella "Valle della ferrovia" a sud di Mogaung. Anche queste unità, alla fine, furono dispensate da tale missione e vennero ritirate, a partire dal 17 agosto.
L'ultimo chindit lasciò la Birmania il 27 agosto 1944.

### Kohima

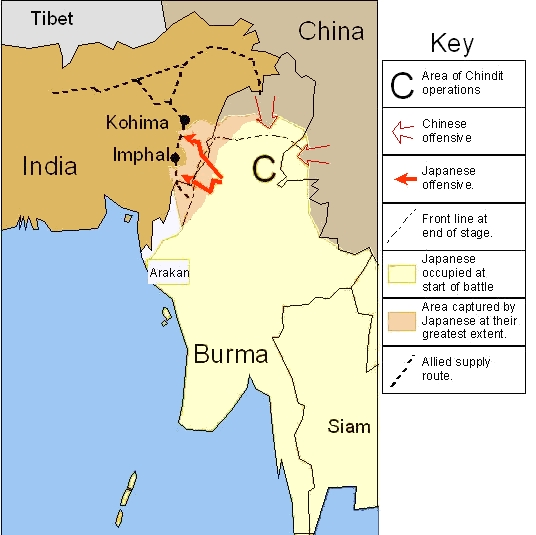
La campagna di Kohima - Imphal

La 23rd Brigade, che era stata distolta dalla campagna chindit principale, agì in ogni modo come unità di penetrazione a lungo raggio dietro il fronte giapponese a Kohima. Da aprile a giugno 1944 compì lunghe marce fra le colline Naga, per lo più contrastata dalle avversità della stagione monsonica. Contribuì in larga misura a condurre alla fame i giapponesi, il che fu elemento decisivo nella battaglia di Kohima. Sebbene mai impegnata negli scontri principali, fu comunque responsabile delle maggiori perdite tra i giapponesi isolati dal grosso dei reparti o impegnati a procurare cibo, ed essa stessa lasciò sul campo 158 caduti in battaglia.

### Conclusione
I chindits avevano subito gravi perdite: 1 396 morti e 2 434 feriti. Metà dei superstiti dovettero in seguito essere ricoverati e sottoporsi a una particolare dieta. Per quanto possano sembrare disastrosi questi dati, bisogna osservare che nella campagna del 1943 la forza in esame patì danni proporzionalmente più gravi.
Gli effettivi in buona salute furono mandati nei campi di addestramento in attesa di nuove operazioni. Tuttavia, quando il comando dell'esercito fece una stima di quanto personale e materiale servisse per riportare i chindits in condizioni operative, fu deciso di trasformare la forza in divisione aviotrasportata in India. Al di là dei diretti rimpiazzi, era risaputo che nel 1945 la componente chindit britannica sarebbe stata decimata dalla necessità di concedere il rimpatrio agli elementi che avevano prestato servizio all'estero per più di quattro anni.
Nei primi mesi del 1945 parecchi comandi della brigata e molti veterani delle operazioni chindit furono riassegnati alle brigate di fanteria 14ª e 77ª e poi incorporati nella 44th Airborne Division (India), mentre lo stato maggiore della forza e le unità addette alle comunicazioni militari costituirono il nerbo dell'Indian XXXIV Corps. Alla fine, i chindits furono disciolti nel febbraio 1945.

## Il monumento di Londra

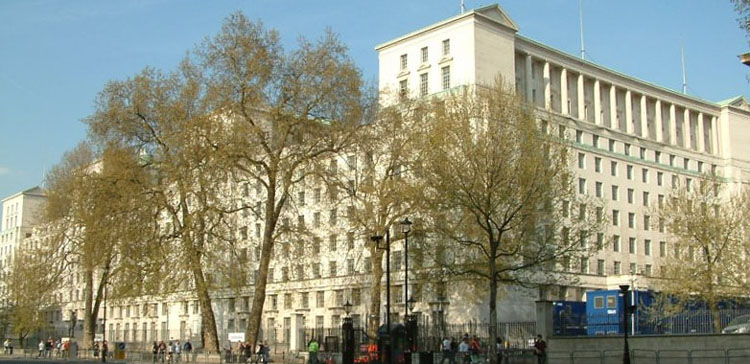
La sede del Ministry of Defence, Whitehall, Westminster, Londra

C'è un monumento a Orde Wingate e ai suoi chindits sul lato nord del Victoria Embankment nei pressi del ministero della difesa britannico, sede principale di Londra. Fu inaugurato il 16 ottobre 1990 dal principe Filippo. Sul fronte del monumento si legge la dedica ai chindits e anche ai quattro di loro che ottennero la Victoria Cross: maggiore Frank Gerald Blaker, capitano Michael Allmand, tenente George Albert Cairns e fuciliere Tulbahadur Pun. I battaglioni che parteciparono sono elencati sui lati del monumento. Le unità diverse dalla fanteria sono menzionate solo attraverso la loro unità principale di riferimento. Non si fa alcuna distinzione tra le unità della campagna del 1943 rispetto a quelle del 1944. Il retro del monumento è dedicato esclusivamente a Orde Wingate e ricorda anche i suoi contributi allo stato di Israele.

## Lascito militare
Vi è disaccordo fra gli storici sulla rilevanza militare dei chindits. Il dibattito si inserisce in quello più generale sulla questione che il dispiegamento di forze speciali sia complessivamente una risorsa per una campagna o se piuttosto il relativo investimento in tempo, materiali e uomini sovrasti i vantaggi ottenuti. Per esempio, è discusso se l'interdizione delle linee logistiche giapponesi durante l'operazione Thursday da parte dei chindits avesse contribuito all'avanzata di Stilwell più di quanto le risorse impegnate nell'operazione avrebbero fatto se fossero state usate per fornire a Stilwell un'altra divisione regolare che combattesse a fianco della sua Force X.
Le opinioni della maggioranza della comunità degli storici militari britannici del dopoguerra furono sintetizzate da Slim (comandante del Fourteenth Army), quando scrisse "... i chindits, diedero splendidi esempi di coraggio e audacia. Tuttavia sono pervenuto alla ferma convinzione che queste formazioni, addestrate, equipaggiate e condizionate mentalmente per un solo tipo di operazione furono uno spreco. Non diedero, militarmente parlando, un risultato valevole considerate le risorse che assorbivano in fatto di uomini, materiali e tempo. ... [Le forze speciali] di solito erano costituite attirando gli uomini migliori ... La conseguenza di questi metodi fu senza dubbio lo scadimento qualitativo del resto dell'esercito." Sviluppa parecchie altre considerazioni contro le forze speciali, circa il pericolo che nei battaglioni ordinari si formi l'idea che certi compiti possano essere svolti solo da forze speciali, e che queste ultime possano stare sul campo solo per periodi relativamente brevi al confronto con i battaglioni regolari. Riassume il suo pensiero in questi termini: "Qualsiasi cosa, qualunque scorciatoia per la vittoria proponga, che pertanto indebolisce lo spirito dell'esercito è pericolosa." Per enfatizzare l'idea, aggiunge che "Questo culto delle forze speciali è ragionevole quanto formare un Regio Corpo di Scalatori d'Alberi e dire che non si può pretendere che s'arrampichi su una pianta un soldato che non indossi l'apposito berretto verde corredato da un serto di foglie di quercia." Riconosce in effetti la necessità di piccole unità che creino disturbo nelle retrovie nemiche, ma non chiarisce se vuole riferirsi alla V Force o alla Force 136.
Altri, come Sir Robert Thompson, che era stato lui stesso un chindit, hanno sostenuto che l'idea di fondo di chindits era valida, ma che erano stati mal condotti e utilizzati in operazioni per cui non erano appropriatamente addestrati o equipaggiati, per esempio nella difesa statica. Una terza opinione sostiene che, malgrado le perdite relativamente insignificanti che i chindits potevano arrecare, il loro valore di propaganda nel 1943, quando l'esercito era costretto sulla difensiva, era una spinta morale alle popolazioni indiana e britannica, oltre a intaccare l'immagine dell'invincibilità nipponica. Non è stato facile raggiungere un consenso su ciascuno di questi argomenti per la faziosità delle discussioni intorno allo stesso Wingate.
Si è pure sostenuto che i chindits abbiano anche contribuito al successo complessivo degli eserciti alleati in Birmania grazie alle innovazioni nelle tecniche di rifornimento per via aerea e nell'organizzazione richiesta dalle loro operazioni. Le aviazioni alleate in seguito avrebbero utilizzato le stesse tecniche per rifornire propri contingenti sempre più grandi impegnati oltre le linee nemiche, o che stavano operando indipendentemente da linee di comunicazione stradali o ferroviarie. Per converso, si è detto che il vistoso successo dei chindits portò alcuni comandanti giapponesi a credere che a loro volta avrebbero potuto impiegare la tattica dell'incursione su una scala molto più vasta, ma quando essi pervennero a implementare questa tattica durante l'offensiva Chindwin all'inizio del 1944, poiché non avevano il necessario supporto aereo che aveva garantito il successo agli Alleati, il risultato fu disastroso e alla fine portò alla disfatta sia a Kohima sia a Imphal, e poi ai piani della Birmania nel 1945.
Tre comandanti di brigata dell'Operazione Thursday (due dei quali avevano partecipato anche alla prima spedizione chindit) in seguito scrissero delle autobiografie, che contenevano il loro punto di vista sul concetto e sulla prassi operativa dei chindits. Bernard Fergusson, in origine un sostenitore entusiastico di Wingate, poi cominciò a ritenere che a Wingate difettassero sia la coerenza sia la flessibilità nei piani, il che contribuì alla lunga e inconcludente marcia di Fergusson da Ledo e la sua sconfitta a Indaw. John Masters, che era uno stretto amico e sostenitore di Lentaigne, pensava che la mobilità dei chindits fosse sacrificata nel mantenimento di posizioni difensive fisse o nell'attaccare forti posizioni giapponesi, senza il necessario supporto. In polemica con l'intero concetto chindit, rilevava che la forza chindit aveva la consistenza di fanteria equivalente a due divisioni e mezza, ma, senza armi di appoggio, non raggiungeva la potenza di combattimento di una sola. Michael Calvert, che era vicinissimo a Wingate, rimase un assoluto difensore incondizionato di quest'ultimo e dei suoi metodi.

## Cultura di massa
I chindits sono l'argomento dell'episodio "Wingate and Chindits" della serie documentaristica televisiva  Narrow Escapes of World War II diffusa negli Stati Uniti su Military Channel nel 2012.